# Isle of Man TT 1966
Isle of Man TT 1966 je bila deseta dirka motociklističnega prvenstva v sezoni 1966. Potekala je na dirkališču Isle of Man.

## Razred 500 cm³
| Poz | Dirkač           | Država              | Moštvo    | Hitrost    | Čas       | Točke |
| --- | ---------------- | ------------------- | --------- | ---------- | --------- | ----- |
| 1   | Mike Hailwood    | Združeno kraljestvo | MV Agusta | 103.11 mph | 2:14.44.8 | 8     |
| 2   | Giacomo Agostini | Italija             | MV Agusta | 101.09 mph | 2:14.22.6 | 6     |
| 3   | Chris Conn       | Združeno kraljestvo | Norton    | 95.57 mph  | 2:22.26.8 | 4     |
| 4   | John Blanchard   | Združeno kraljestvo | Matchless | 95.02 mph  | 2:22.58.0 | 3     |
| 5   | Ron Chandler     | Združeno kraljestvo | Matchless | 94.11 mph  | 2:24.20.4 | 2     |
| 6   | Franta Stastny   | Češkoslovaška       | Jawa      | 93.94 mph  | 2:24.36.0 | 1     |

## Razred 350 cm³
| Poz | Dirkač           | Država              | Moštvo    | Hitrost    | Čas       | Točke |
| --- | ---------------- | ------------------- | --------- | ---------- | --------- | ----- |
| 1   | Giacomo Agostini | Italija             | MV Agusta | 100.87 mph | 2:14.40.4 | 8     |
| 2   | Peter Williams   | Združeno kraljestvo | AJS       | 99.35 mph  | 2:16.44.4 | 6     |
| 3   | Chris Conn       | Združeno kraljestvo | Norton    | 92.56 mph  | 2:24.46.6 | 4     |
| 4   | Jack Ahearn      | Avstralija          | Norton    | 92.52 mph  | 2:26.49.8 | 3     |
| 5   | F.Brocek         | Češkoslovaška       | Jawa      | 92.45 mph  | 2:26.56.4 | 2     |
| 6   | John Blanchard   | Združeno kraljestvo | AJS       | 92.46 mph  | 2:27.14.2 | 1     |

## Razred 250 cm³
| Poz | Dirkač         | Država              | Moštvo   | Hitrost    | Čas       | Točke |
| --- | -------------- | ------------------- | -------- | ---------- | --------- | ----- |
| 1   | Mike Hailwood  | Združeno kraljestvo | Honda    | 101.79 mph | 2:13.26.0 | 8     |
| 2   | Stuart Graham  | Združeno kraljestvo | Honda    | 97.49 mph  | 2:19.20.0 | 6     |
| 3   | Peter Inchley  | Združeno kraljestvo | Villiers | 91.63 mph  | 2:28.34.4 | 4     |
| 4   | Franta Stastny | Češkoslovaška       | Jawa     | 89.87 mph  | 2:31.09.0 | 3     |
| 5   | Jack Findlay   | Združeno kraljestvo | Bultaco  | 88.82 mph  | 2:32.56.2 | 2     |
| 6   | Bill Smith     | Združeno kraljestvo | Bultaco  | 87.63 mph  | 2:35.01.4 | 1     |

## Razred 125 cm³
| Poz | Dirkač        | Država              | Moštvo | Hitrost   | Čas       | Točke |
| --- | ------------- | ------------------- | ------ | --------- | --------- | ----- |
| 1   | Bill Ivy      | Združeno kraljestvo | Yamaha | 97.66 mph | 1:09.32.8 | 8     |
| 2   | Phil Read     | Združeno kraljestvo | Yamaha | 96.96 mph | 1:10.03.2 | 6     |
| 3   | Hugh Anderson | Nova Zelandija      | Suzuki | 96.82 mph | 1:10.09.2 | 4     |
| 4   | Mike Duff     | Kanada              | Yamaha | 95.42 mph | 1:11.11.2 | 3     |
| 5   | Frank Perris  | Združeno kraljestvo | Suzuki | 95.13 mph | 1:11.24.0 | 2     |
| 6   | Mike Hailwood | Združeno kraljestvo | Honda  | 95.07 mph | 1:11.26.6 | 1     |

## Razred 50 cm³
| Poz | Dirkač        | Država              | Moštvo | Hitrost   | Čas       | Točke |
| --- | ------------- | ------------------- | ------ | --------- | --------- | ----- |
| 1   | Ralph Bryans  | Združeno kraljestvo | Honda  | 85.66 mph | 1:19.17.2 | 8     |
| 2   | Luigi Taveri  | Švica               | Honda  | 84.74 mph | 1:20.08.4 | 6     |
| 3   | Hugh Anderson | Nova Zelandija      | Suzuki | 83.14 mph | 1:21.41.0 | 4     |
| 4   | Ernst Degner  | Nemčija             | Suzuki | 91.96 mph | 1:22.52.2 | 3     |
| 5   | B.F.Gleed     | Združeno kraljestvo | Honda  | 68.25 mph | 1:39.31.0 | 2     |
| 6   | Dave Simmonds | Združeno kraljestvo | Honda  | 67.70 mph | 1:41.50.0 | 1     |